# Конштантин (Миранда-ду-Дору)
Конштантин (порт. Constantim, мирандск. Custantin) — бывший район (фрегезия) в Португалии, входил в округ Браганса. Являлся составной частью муниципалитета Миранда-ду-Дору. По старому административному делению входил в провинцию Траз-уж-Монтиш и Алту-Дору. Входил в экономико-статистический субрегион Алту-Траз-уш-Монтеш, который входит в Северный регион. Население составляло 117 человек на 2001 год. Занимал площадь 22,22 км².
При реорганизации 2012—2013 годов был упразднён. Путём объединения с районом Сикору был образован район Конштантин и Сикору. 